# Giải Renaudot
Giải Théophraste Renaudot, thường gọi là Giải Renaudot, là một giải thưởng văn học của Pháp, được 10 nhà báo và nhà bình luận văn học Pháp thành lập năm 1926, trong khi chờ đợi kết quả cuộc thảo luận của ban giám khảo Giải Goncourt.
Giải này được đặt theo tên nhà văn Théophraste Renaudot (1586 – 25.10.1653), người sáng lập tờ báo đầu tiên ở Pháp: tuần báo La Gazette (1631)

## Lịch sử
Ban giám khảo đầu tiên của giải Renaudot gồm Raymond de Nys, Marcel Espiau, Georges Le Fèvre, Noël Sabord, Georges Martin, Odette Pannetier, Henri Guilac, Gaston Picard, Pierre Demartre, và Georges Charensol. Những nhà văn trên đã viết một quyển tiểu sử của Théophraste Renaudot gồm 10 chương, trong đó mỗi người viết một chương. Sách này đã được nhà xuất bản Gallimard phát hành năm 1929: Cuộc đời của Théophraste Renaudot, do ********** viết (Bộ tập hợp Cuộc đời những người nổi tiếng, 42).
Không dính dáng gì với Viện văn học Goncourt về mặt tổ chức, nhưng có sự trùng hợp là ban giám khảo giải Renaudot cũng tuyên bố kết quả trao giải vào ngày thứ Ba đầu tiên của tháng 11 tại tiệm ăn Drouant ở Paris.
Ngoài giải thưởng chính, từ năm 1992 ban giám khảo đã trao thêm một giải thưởng hàng năm cho tác phẩm của các học sinh trung học, từ năm 2003 thêm một giải thưởng cho "Tiểu luận" và từ năm 2009 một giải thưởng cho "Sách bỏ túi".

### Cuộc bút chiến năm 2007
Việc trao giải Renaudot năm 2007 đã gây ra một cuộc tranh cãi lớn. Ngày 7.11.2007 Christophe Donner đã cáo buộc Franz-Olivier Giesbert là đã «lèo lái» các cuộc thảo luận của ban giám khảo . Theo hãng thông tấn AFP, thì «người ta ngạc nhiên là ban giám khảo giải Renaudot đã trao giải năm 2007 cho Daniel Pennac, trong khi tác phẩm của ông ta không nằm trong danh sách những tác phẩm được lựa chọn  ».

## Các thành viên ban giám khảo hiện nay
- Christian Giudicelli
- Dominique Bona
- Franz-Olivier Giesbert
- Georges-Olivier Châteaureynaud
- Jean-Marie Gustave Le Clézio
- Jean-Noël Pancrazi
- Louis Gardel
- Patrick Besson
- Jérôme Garcin, từ năm 2011, thay thế André Bourin mà ghế đã bỏ trống từ 18 tháng trước[3]
- Frédéric Beigbeder, từ năm 2011, thay thế André Brincourt, từ chức [3]

## Những người đoạt giải Renaudot
| Năm  |         | Tác giả                        | Tác phẩm                                         | Nhà xuất bản                     | Chú thích                                               |
| ---- | ------- | ------------------------------ | ------------------------------------------------ | -------------------------------- | ------------------------------------------------------- |
| 1926 | nothumb | Armand Lunel                   | Nicolo-Peccavi ou l'Affaire Dreyfus à Carpentras | Gallimard                        |                                                         |
| 1927 |         | Bernard Nabonne                | Maïtena                                          | Fayard                           |                                                         |
| 1928 |         | André Obey                     | Le Joueur de triangle                            | Grasset                          |                                                         |
| 1929 | nothumb | Marcel Aymé                    | La Table aux crevés                              | Gallimard                        |                                                         |
| 1930 | nothumb | Germaine Beaumont              | Piège                                            | Lemerre                          |                                                         |
| 1931 | nothumb | Philippe Hériat                | L'Innocent                                       | Denoël                           |                                                         |
| 1932 | nothumb | Louis-Ferdinand Céline         | Voyage au bout de la nuit                        | Denoël                           |                                                         |
| 1933 |         | Charles Braibant               | Le roi dort                                      | Denoël                           |                                                         |
| 1934 | nothumb | Louis Francis                  | Blanc                                            | Nhà xuất bản Gallimard           |                                                         |
| 1935 |         | François de Roux               | Jours sans gloire                                | Nhà xuất bản Gallimard           |                                                         |
| 1936 | nothumb | Louis Aragon                   | Les Beaux Quartiers                              | Denoël                           |                                                         |
| 1937 |         | Jean Rogissart                 | Mervale                                          | Denoël                           |                                                         |
| 1938 |         | Pierre-Jean Launay             | Léonie la bienheureuse                           | Denoël                           | cũng đoạt Giải Deux Magots trong cùng năm               |
| 1939 |         | Jean Malaquais                 | Les Javanais                                     | Denoël                           |                                                         |
| 1940 |         | Jules Roy                      | La Vallée heureuse                               | Charlot                          | Giải được trao năm 1946                                 |
| 1941 |         | Paul Mousset                   | Quand le temps travaillait pour nous             | Grasset                          |                                                         |
| 1942 |         | Robert Gaillard                | Les Liens de chaîne                              | Colbert                          |                                                         |
| 1943 |         | André Soubiran                 | J'étais médecin avec les chars                   | Didier                           |                                                         |
| 1944 |         | Roger Peyrefitte               | Les Amitiés particulières                        | Jean Vigneau                     | Giải được trao năm 1945                                 |
| 1945 |         | Henri Bosco                    | Le Mas Théotime                                  | Charlot                          |                                                         |
| 1946 |         | David Rousset                  | L'Univers concentrationnaire                     | Pavois                           |                                                         |
| 1947 |         | Jean Cayrol                    | Je vivrai l'amour des autres                     | Seuil                            |                                                         |
| 1948 |         | Pierre Fisson                  | Voyage aux horizons                              | Julliard                         |                                                         |
| 1949 | nothumb | Louis Guilloux                 | Le Jeu de patience                               | Gallimard                        |                                                         |
| 1950 | nothumb | Pierre Molaine                 | Les Orgues de l'enfer                            | Corrêa                           |                                                         |
| 1951 |         | Robert Margerit                | Le Dieu nu                                       | Gallimard                        |                                                         |
| 1952 |         | Jacques Perry                  | L'Amour de rien                                  | Julliard                         |                                                         |
| 1953 |         | Célia Bertin                   | La Dernière Innocence                            | Corrêa                           |                                                         |
| 1954 |         | Jean Reverzy                   | Le Passage                                       | Julliard                         |                                                         |
| 1955 |         | Georges Govy                   | Le Moissonneur d'épines                          | La Table ronde                   |                                                         |
| 1956 |         | André Perrin                   | Le Père                                          | Julliard                         |                                                         |
| 1957 | nothumb | Michel Butor                   | La Modification                                  | Minuit                           |                                                         |
| 1958 |         | Édouard Glissant               | La Lézarde                                       | Seuil                            |                                                         |
| 1959 |         | Albert Palle                   | L'Expérience                                     | Julliard                         |                                                         |
| 1960 |         | Alfred Kern                    | Le Bonheur fragile                               | Gallimard                        |                                                         |
| 1961 |         | Roger Bordier                  | Les Blés                                         | Calmann-Lévy                     |                                                         |
| 1962 |         | Simonne Jacquemard             | Le Veilleur de nuit                              | Seuil                            |                                                         |
| 1963 | nothumb | J. M. G. Le Clézio             | Le Procès-verbal                                 | Gallimard                        |                                                         |
| 1964 | nothumb | Jean-Pierre Faye               | L'Écluse                                         | Seuil                            |                                                         |
| 1965 |         | Georges Perec                  | Les Choses                                       | Julliard                         |                                                         |
| 1966 |         | José Cabanis                   | La Bataille de Toulouse                          | Gallimard                        |                                                         |
| 1967 |         | Salvat Etchart                 | Le Monde tel qu'il est                           | Mercure de France                |                                                         |
| 1968 |         | Yambo Ouologuem                | Le Devoir de violence                            | Seuil >                          | Người Mali và cũng là người châu Phi đầu tiên đoạt giải |
| 1969 |         | Max-Olivier Lacamp             | Les Feux de la colère                            | Grasset                          |                                                         |
| 1970 |         | Jean Freustié                  | Isabelle ou l'Arrière-saison                     | La Table ronde                   |                                                         |
| 1971 | nothumb | Pierre-Jean Rémy               | Le Sac du palais d'été                           | Gallimard                        |                                                         |
| 1972 |         | Christopher Frank              | La Nuit américaine                               | Seuil                            |                                                         |
| 1973 |         | Suzanne Prou                   | La Terrasse des Bernardini                       | Calmann-Lévy                     |                                                         |
| 1974 |         | Georges Borgeaud               | Le Voyage à l'étranger                           | Grasset                          | Người Thụy Sĩ đầu tiên đoạt giải                        |
| 1975 | nothumb | Jean Joubert                   | L'Homme de sable                                 | Grasset                          |                                                         |
| 1976 |         | Michel Henry                   | L'Amour les yeux fermés                          | Gallimard                        |                                                         |
| 1977 | nothumb | Alphonse Boudard               | Les Combattants du petit bonheur                 | La Table ronde                   |                                                         |
| 1978 |         | Conrad Detrez                  | L'Herbe à brûler                                 | Calmann-Lévy                     | Người Bỉ đầu tiên đoạt giải                             |
| 1979 |         | Jean-Marc Roberts              | Affaires étrangères                              | Seuil                            |                                                         |
| 1980 |         | Danièle Sallenave              | Les Portes de Gubbio                             | P.O.L                            |                                                         |
| 1981 |         | Michel del Castillo            | La Nuit du décret                                | Seuil                            |                                                         |
| 1982 |         | Georges-Olivier Châteaureynaud | La Faculté des songes                            | Grasset                          |                                                         |
| 1983 |         | Jean-Marie Rouart              | Avant-Guerre                                     | Grasset                          |                                                         |
| 1984 | nothumb | Annie Ernaux                   | La Place                                         | Gallimard                        |                                                         |
| 1985 |         | Raphaële Billetdoux            | Mes nuits sont plus belles que vos jours         | Grasset                          |                                                         |
| 1986 |         | Christian Giudicelli           | Station balnéaire                                | Gallimard                        |                                                         |
| 1987 |         | René-Jean Clot                 | L'Enfant halluciné                               | Grasset                          |                                                         |
| 1988 |         | René Depestre                  | Hadriana dans tous mes rêves                     | Gallimard                        | Người Haïti đầu tiên đoạt giải                          |
| 1989 |         | Philippe Doumenc               | Les Comptoirs du Sud                             | Seuil                            |                                                         |
| 1990 |         | Jean Colombier                 | Les Frères Romance                               | Calmann-Lévy                     |                                                         |
| 1991 | nothumb | Dan Franck                     | La Séparation                                    | Seuil                            |                                                         |
| 1992 |         | François Weyergans             | La Démence du boxeur                             | Grasset                          | Người Bỉ                                                |
| 1993 |         | Nicolas Bréhal                 | Les Corps célestes                               | Gallimard                        |                                                         |
| 1994 |         | Guillaume Le Touze             | Comme ton père                                   | L'Olivier                        |                                                         |
| 1995 |         | Patrick Besson                 | Les Braban                                       | Albin Michel                     |                                                         |
| 1996 |         | Boris Schreiber                | Un silence d'environ une demi-heure              | Le Cherche midi                  |                                                         |
| 1997 | nothumb | Pascal Bruckner                | Les Voleurs de beauté                            | Grasset                          |                                                         |
| 1998 | nothumb | Dominique Bona                 | Le Manuscrit de Port-Ébène                       | Grasset                          |                                                         |
| 1999 | nothumb | Daniel Picouly                 | L'Enfant léopard                                 | Grasset                          |                                                         |
| 2000 |         | Ahmadou Kourouma               | Allah n'est pas obligé                           | Seuil                            | Người Bờ Biển Ngà đầu tiên đoạt giải                    |
| 2001 |         | Martine Le Coz                 | Céleste                                          | Nhà xuất bản Rocher              |                                                         |
| 2002 |         | Gérard de Cortanze             | Assam                                            | Albin Michel                     |                                                         |
| 2003 | nothumb | Philippe Claudel               | Les Âmes grises                                  | Stock                            |                                                         |
| 2004 | nothumb | Irène Némirovsky               | Suite française                                  | Denoël                           | Truy tặng tác giả qua đời năm 1942                      |
| 2005 |         | Nina Bouraoui                  | Mes mauvaises pensées                            | Stock                            |                                                         |
| 2006 | nothumb | Alain Mabanckou                | Mémoires de porc-épic                            | Seuil                            | Người Congo đầu tiên đoạt giải                          |
| 2007 | nothumb | Daniel Pennac                  | Chagrin d'école                                  | Gallimard                        |                                                         |
| 2008 |         | Tierno Monénembo               | Le Roi de Kahel                                  | Seuil                            | Người Guinea đầu tiên đoạt giải                         |
| 2009 | nothumb | Frédéric Beigbeder             | Un roman français                                | Grasset                          |                                                         |
| 2010 | nothumb | Virginie Despentes             | Apocalypse bébé                                  | Grasset                          |                                                         |
| 2011 | nothumb | Emmanuel Carrère               | Limonov                                          | P.O.L                            |                                                         |
| 2012 | nothumb | Scholastique Mukasonga         | Notre-Dame du Nil                                | Gallimard                        | Người Rwanda đầu tiên đoạt giải                         |
| 2013 | nothumb | Yann Moix                      | Naissance                                        | Nhà xuất bản Grasset & Fasquelle |                                                         |
| 2014 | nothumb | David Foenkinos                | Charlotte                                        | Gallimard                        |                                                         |

## Giải Renaudot cho tiểu luận
- 2003: Dictionnaire amoureux de l'Amérique của Yves Berger (Nhà xuất bản. Plon)
- 2004: Madame Proust của Évelyne Bloch-Dano (Nhà xuất bản. Grasset)
- 2005: Le Roman de Constantinople của Gilles Martin-Chauffier (Nhà xuất bản. Le Rocher)
- 2006: Jean-François Revel: un esprit libre của Pierre Boncenne (Nhà xuất bản. Plon)
- 2007: Le Benarès-Kyôto của Olivier Germain-Thomas (Nhà xuất bản. Le Rocher)
- 2008: Autobiographie d'un épouvantail của Boris Cyrulnik (Nhà xuất bản. Odile Jacob)
- 2009: Alias Caracalla của Daniel Cordier (Nhà xuất bản. Gallimard)
- 2010: L'Affaire de l'esclave Furcy của Mohammed Aïssaoui (Nhà xuất bản. Gallimard)
- 2011: Fontenoy ne reviendra plus của Gérard Guégan (Nhà xuất bản. Stock)
- 2012: Le Dernier Modèle của Frank Maubert (Nhà xuất bản. Fayard)
- 2013: Seraphim c'ét la fin ! của Gabriel Matzneff (Nhà xuất bản. La Table ronde)
- 2014: De chez nous của Christian Authier (Nhà xuất bản. Stock)

## Giải Renaudot cho sách bỏ túi
- 2009: Palestine của Hubert Haddad (Le Livre de Poche/Zulma)
- 2010: L'Origine de la violence của Fabrice Humbert (Le Livre de Poche)
- 2011: A l'enfant que je n'aurai pas của Linda Lê (NiL)
- 2012: Les vieilles của Pascale Gautier.[5]
- 2013:  Le pérégrin emerveillé của Jean-Lói Gouraud (Nhà xuất bản. Babel/Actes Sud)
- 2014:

## Giải Renaudot cho học sinh trung học
- 1992: Aden của Anne-Marie Garat, (Seuil)
- 1993: Jacob Jacobi của Jack-Alain Leger, (Julliard)
- 1994: Une mort de théâtre của Claude Mourthé, (Julliard)
- 1995: Le Jeu du romancủa Louise Lambrichs (Seuil)
- 1996: L'Ode à la reine của Jean-François Kervéan (Calmann-Lévy)
- 1997: L'Homme du cinquième jour của Jean-Philippe Arrou-Vignod, (Gallimard)
- 1998: Une poignée de gens của Anne Wiazemsky, (Gallimard)
- 1999: Foraine của Paul Fournel, (Seuil)
- 2000: Dans ces bras-là của Camille Laurens, (POL)
- 2001: Le Soir du chien của Marie-Hélène Lafon, (Buchet Chastel)
- 2002: La Métaphysique du chien của Philippe Ségur, (Buchet Chastel)
- 2003: Silence, on ment của Gilles Martin-Chauffier, (Grasset)
- 2004: La Dernière Leçon của Noëlle Châtelet, (Seuil)
- 2005: Festins secrets của Pierre Jourde, (L'Esprit des péninsules)
- 2006: Maos của Morgan Sportès, (Grasset)
- 2007: Le Cœur cousu của Carole Martinez, (Gallimard)
- 2008: Le Voyage du fils của Olivier Poivre d'Arvor, (Grasset)
- 2009: Ce que je sais de Vera Candida của Véronique Ovaldé, (L’Olivier)
- 2010: Dans la nuit brune của Agnès Desarthe, (L’Olivier)
- 2011: Rien ne s'oppose à la nuit của Delphine de Vigan, (Jean-Claude Lattès)
- 2012: L'Hiver des hommes của Lionel Duroy, (Julliard) [6]